# هارولد واتسون
هارولد واتسون (5 مارس 1888 في المملكة المتحدة - 14 مارس 1969 في المملكة المتحدة) (بالإنجليزية: Harold Watson)‏ هو لاعب كريكت بريطاني (وحمل سابقاً جنسية المملكة المتحدة لبريطانيا العظمى وأيرلندا). لعب مع نادي مارليبون للكريكت ‏ والمقاطعات الوطنية للكريكيت الإنجليزي والويلزي ‏ وNorfolk County Cricket Club ‏.

## وصلات خارجية
- هارولد واتسون على موقع إي آس بي آن كريك إنفو (الإنجليزية)